# Eudoxia bolgár hercegnő
Eudoxia bolgár hercegnő (bolgárul: Евдокия, княгиня на България, teljes nevén Евдокия Аугуста Филипина Клементина Мария, magyaros átírásban Evdokija Auguszta Filipina Klementina Marija; Szófia, 1898. január 17. – Friedrichshafen, 1985. október 4.) bolgár hercegnő, festőnő és művész.

## Élete
Eudoxia hercegnő 1898-ban látott napvilágot I. Ferdinánd bolgár cár és Mária Lujza Bourbon–pármai hercegnő első leányaként, egyben harmadik gyermekeként. Édesanyja óhajának eleget téve a katolikus hitre keresztelték, noha a bolgár államvallás az ortodox kereszténység volt. Édesanyját korán elveszítette, Mária Lujza 1899-ben hunyt el második leánya világra hozatala közben. Eudoxia hercegnő kiskorától fogva nagyon közel állt húgához, Nagyezsda hercegnőhöz és idősebb bátyjához, Borisz trónörököshöz. 1908-ban I. Ferdinánd cár új asszonyt hozott a házhoz Eleonóra reuss–köstritzi hercegnő személyében. Eleonóra cárné teljes mértékben magára vállalta mostohagyermekei oktatását és gondozását, gyorsan betöltve az anyai szerepet a gyermekek életében.
Mostohaanyája puritán elveinek megfelelően Eudoxia és Nagyezsda hercegnők szigorú, viszont alapos és magas színvonalú oktatásban részesültek. Eudoxia hercegnő hamar nagy érdeklődéssel és tehetséggel fordult a festészet és a rajzolás irányába; több festménye a mai napig ki van állítva a bolgár múzeumokban. Mikor idősebb lett, a hadsereg zászlóinak megtervezésében és elkészítésében is részt vett.
1918. október 3-án a hercegnő édesapját elhibázott politikája miatt lemondatták a trónról fia javára. Az uralkodó és három kisebb gyermeke németországi száműzetésbe kényszerültek. Az uralkodócsalád ősi birtokain, Coburg városában telepedtek le; 1922-ben Eudoxia és Nagyezsda hercegnők bátyjuk engedélyével visszatérhettek szülőföldjükre. Az ekkor már házasulandó korba lépett Eudoxia hercegnő először Ivan Ivanov Bagrjanov politikussal esett szerelembe, később egy katonatiszttel; édesapja azonban mindkét választottja ellen hevesen tiltakozott. I. Ferdinánd azt kifogásolta, hogy egyikük sem tartozott a nemességhez; a száműzött cár egy uralkodót szeretett volna leánya férjének. Eudoxia hercegnő soha nem házasodott meg. Trónon lévő bátyjával fenntartott bensőséges kapcsolata révén a hercegnőnek beleszólása volt az ország irányításába, a cár gyakran kérte ki tanácsát államügyekben. Mivel fivére csak később nősült meg, Eudoxia hercegnő vezette a cári udvartartást. Rendszeresen jótékonykodott, elsősorban a művészeteket vette szárnyai alá. A hadsereg zászlajainak megtervezéséért cserébe bátyja 1937 májusában egy ezred parancsnokává avatta fel.
1930 októberében III. Borisz cár feleségül vette Savoyai Johanna olasz királyi hercegnőt. Sógornéjával Eudoxia hercegnő nem találta meg a közös hangot, így a hercegnő visszavonult a nyilvánosságtól. Átengedte az udvar irányítását az új cárnénak; ő maga kiköltözött a palotából egy számára épített villába. A hercegnő a művészeteknek és kedvelt tevékenységeinek szentelte magát. A népművészetek iránti rajongása késztette arra, hogy etnográfiai múzeumokat támogasson és bolgár népviseleti ruhákat gyűjtsön.
Miután a szovjetek a második világháború végén betörtek az országba, Eudoxia hercegnőt származására való tekintettel házi őrizetbe vették. 1944. szeptember 9-től kezdve nem hagyhatta el otthonát és a külvilággal is csak korlátozottan érintkezhetett; fiatalabb bátyja, Cirill preszlavi herceg kivégzéséről sem kapott értesítést. A hercegnőt többször megkínozták, ami aláásta egészségét. A kommunista vezetés végül szabadon engedte, de az országból a cári család más tagjaival együtt száműzték. Egy rövid ideig sógornéjával és unokaöccsével élt Egyiptomban a szintén száműzött olasz királyi családnál; végül német földön telepedett le édesapjánál. I. Ferdinánd 1948-ban bekövetkezett halála után sem hagyta el az országot, mivel húga feleségül ment egy német herceghez. Eudoxia hercegnő rendkívüli módon szigorú vallásos életet élt; húgát és sógornéját viszonylag rendszeresen meglátogatta. 1985. október 4-én hunyt el egy németországi szanatóriumban nyolcvanhét éves korában.